# Новодвірська волость
Новодвірська волость — адміністративно-територіальна одиниця Володимир-Волинського повіту Волинської губернії Російської імперії та Української держави. Волосний центр — село Новодвір. 
Наприкінці ХІХ ст. до складу волості увійшла невелика (2 села) Купичівська волость з переважаючим чеським населенням.
Станом на 1885 рік складалася з 17 поселень, 17 сільських громад. Населення — 5667 осіб (2837 чоловічої статі та 2830 — жіночої), 532 дворових господарства.
|                     | Площа, десятин | У тому числі орної, дес. |
| ------------------- | -------------- | ------------------------ |
| Сільських громад    | 7389           | 4656                     |
| Приватної власності | 5812           | 1785                     |
| Казенної власності  | 527            | —                        |
| Іншої власності     | 463            | 267                      |
| Загалом             | 14191          | 6708                     |

Основні поселення волості:
- Новодвір — колишнє власницьке село за 40 верст від повітового міста, волосне правління, 251 особа, 30 дворів, православна церква, постоялий будинок, вітряк. За 5 верст колнія чехів Олександрівка із киркою.
- Купичів — колишнє власницьке село, 472 особи, 64 двори, 2 православні церкви, постоялий будинок, 2 лавки, водяний млин, пиоварний завод.
- Моковичі — колишнє власницьке село, 351 особа, 45 дворів, православна церква, школа, постоялий будинок, кузня, водяний млни, 2 вітряки.
- Озеряни — колишнє власницьке село, при озері, 612 осіб, 68 дворів, православна церква, єврейський молитовний будинок, постоялий будинок, лавка.
- Осекрів — колишнє державне село, 229 осіб, 19 дворів, православна церква, постоялий будинок.
- Осмиговичі — колишнє власницьке село, 499 осіб, 59 дворів, православна церква, школа, постоялий будинок, кузня, водяний млин.
- Свинарин — колишнє державне село, 546 осіб, 69 дворів, православна церква, школа, постоялий будинок, вітряк.
- Чорніїв — колишнє державне село, 351 особа, 51 двір, православна церква, постоялий будинок.